# Grab der Julia

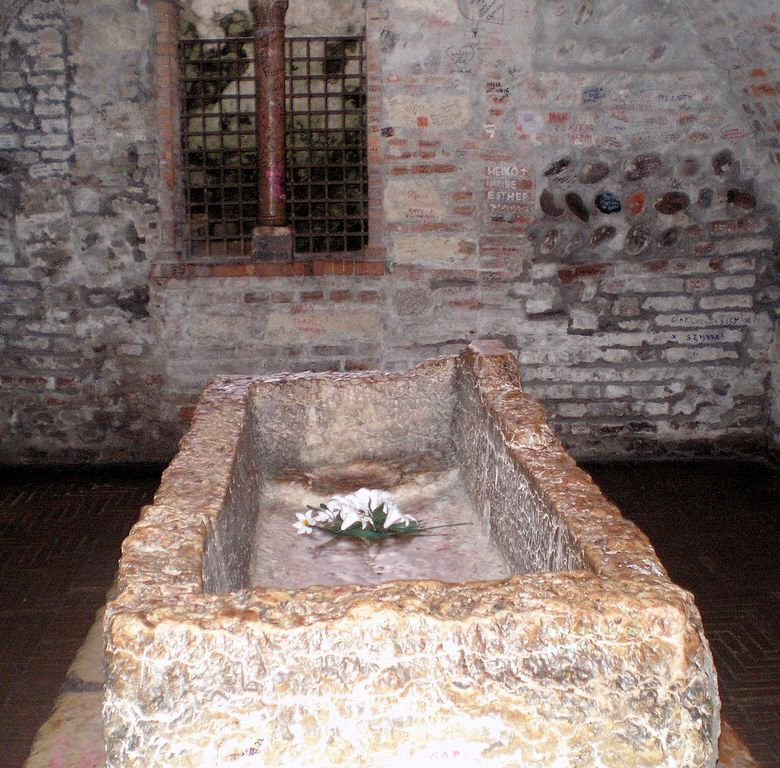
Tomba di Giulietta

Das Grab der Julia ist eine Sehenswürdigkeit der norditalienischen Stadt Verona, welche neben dem Haus der Julia und dem Haus des Romeo zu den meistbesuchten Attraktionen der Stadt zählt.
Das Grab liegt im Franziskanerkloster San Francesco al Corso etwas außerhalb der ehemaligen Stadtmauern.
Es handelt sich um einen Sarkophag aus rotem Marmor, der vermutlich aus dem 13. Jahrhundert stammt. Er ist unbeschriftet und leer. Es gibt keinerlei Aufzeichnungen hierzu, noch einen Hinweis, wessen letzte Ruhestätte er darstellen soll. Warum im Laufe der Zeit daraus die Verehrung als Grab der Julia kam, konnte abschließend nicht geklärt werden.
Schon nach der Veröffentlichung von Shakespeares Werk zog es Romantiker an diesen Ort. Viele brachen sich als Andenken ein Stück des Sarges heraus. Überliefert sind Besuche unter anderem von Charles Dickens und Marie-Luise von Österreich. Letztere habe sich sogar eine Halskette aus Bruchstücken des Grabes machen lassen.
Als im Jahr 1936 MGM nach Verona kam, stand der Sarg noch in der Abtei. Für den aufkommenden Besucheransturm nach Veröffentlichung des Filmes Romeo und Julia wurde der Sarg in ein extra umgebautes Kellergewölbe verbracht, da die Schlussszene des Filmes sich in einer Gruft zuträgt. Dort steht der Sarg auch noch heute und kann besucht werden. Zur Romantik der Geschichte passend kann man vor Ort auch heiraten.

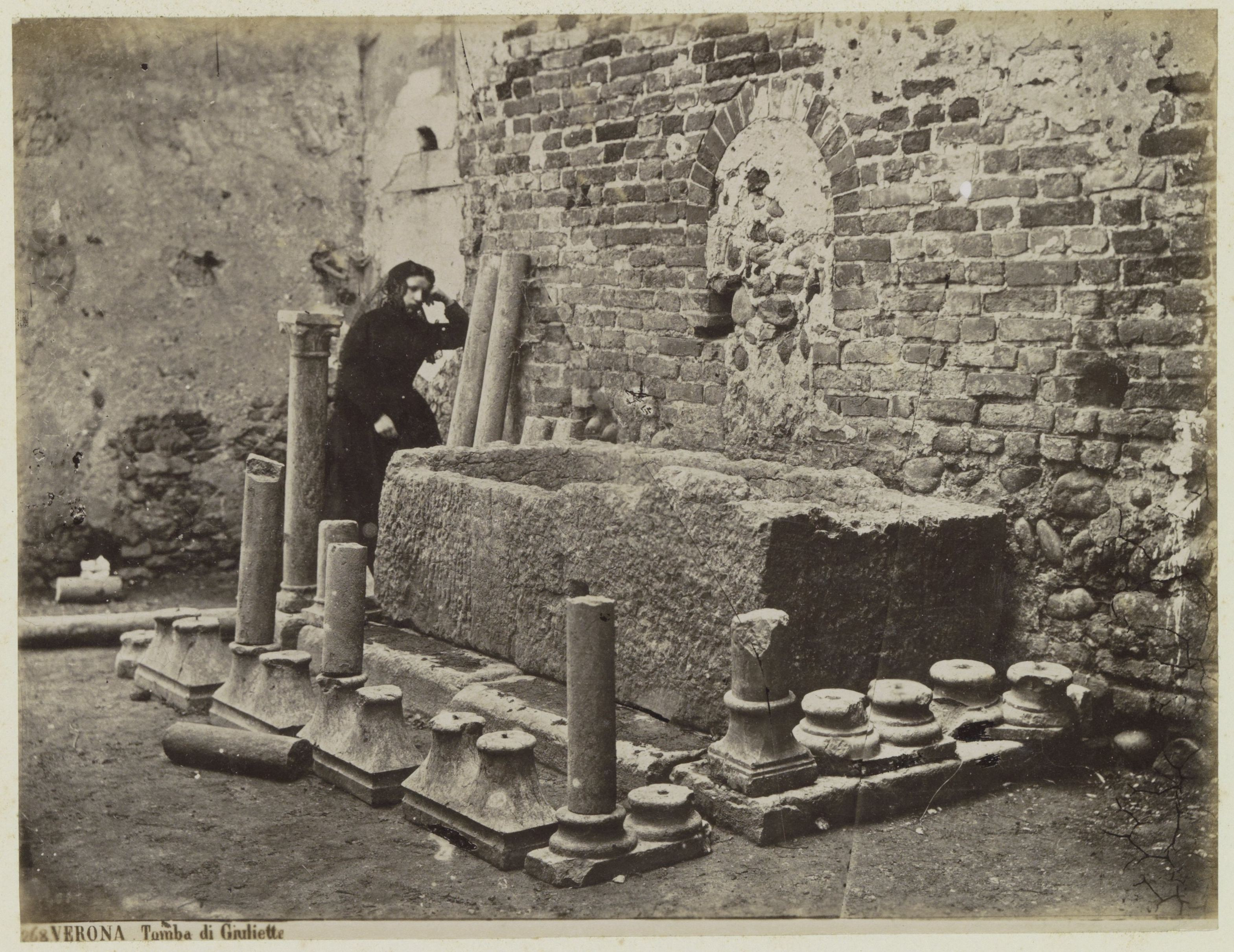
Sarkophag an seinem ursprünglichem Standort